# Монастырищенская городская община
Монастырищенская Городская Община — община в Черкасской области, Украина.

## Населенные пункты
В Данной городской общине насчитывается 6 поселков, 1 город (Монастырище) и 34 села.

## Транспорт
В Административном Центре присутствует Автостанция. Также через общину проходит несколько дорог, в стороны Христиновки, Жашкова, а также в сторону Оратова.